# Ferrovia della Zillertal
La ferrovia della Zillertal (in tedesco: Zillertalbahn) è una ferrovia a scartamento ridotto bosniaco 760 mm di proprietà privata che attraversa la vallata dello Ziller unendo Jenbach a Mayrhofen nel Tirolo, in Austria.

## Storia
Le origini progettuali di una ferrovia nella valle del fiume Ziller con origine a Jenbach risalgono agli anni settanta del XIX secolo. Le richieste premevano perché si facilitassero le comunicazioni nell'area interessata solo da un difficile e lento servizio di diligenza fino alla fine del secolo.
Negli ultimi mesi del 1892 nacque anche un comitato promotore costituito dalle autorità locali ma l'approvazione tardò ancora un triennio ad arrivare assieme alle concessioni. Fu solo il 2 dicembre 1895 che l'atto di concessione venne rilasciato dal ministro delle Ferrovie Imperiali. In seguito a ciò, il 26 dicembre 1899, si costituì la Società per la ferrovia della Zillertal. La linea ferroviaria entrò in funzione il 31 luglio del 1902.
Tra gli anni trenta e gli anni sessanta, del XX secolo, la ferrovia svolse un intenso servizio merci minerario e, nel periodo successivo, fu attiva nel trasporto di materiali per la costruzione di una centrale idroelettrica.
La maggior parte dei servizi attuali vengono svolti da locomotive diesel per il traffico merci e da automotrici per quello viaggiatori; la ferrovia dello Zillertal ha tuttavia conservato anche un suo parco di locomotive a vapore usate per l'effettuazione di trenini d'epoca turistici e d'agenzia.
A Jenbach la Zillertalbahn ha coincidenza con i treni delle Ferrovie Federali Austriache della linea Salisburgo-Innsbruck a scartamento normale e con la Ferrovia dell'Achensee, (Achenseebahn), a scartamento metrico. Jenbach presenta la singolarità di stazione in Austria con tre differenti scartamenti ferroviari.

## Caratteristiche

### Percorso

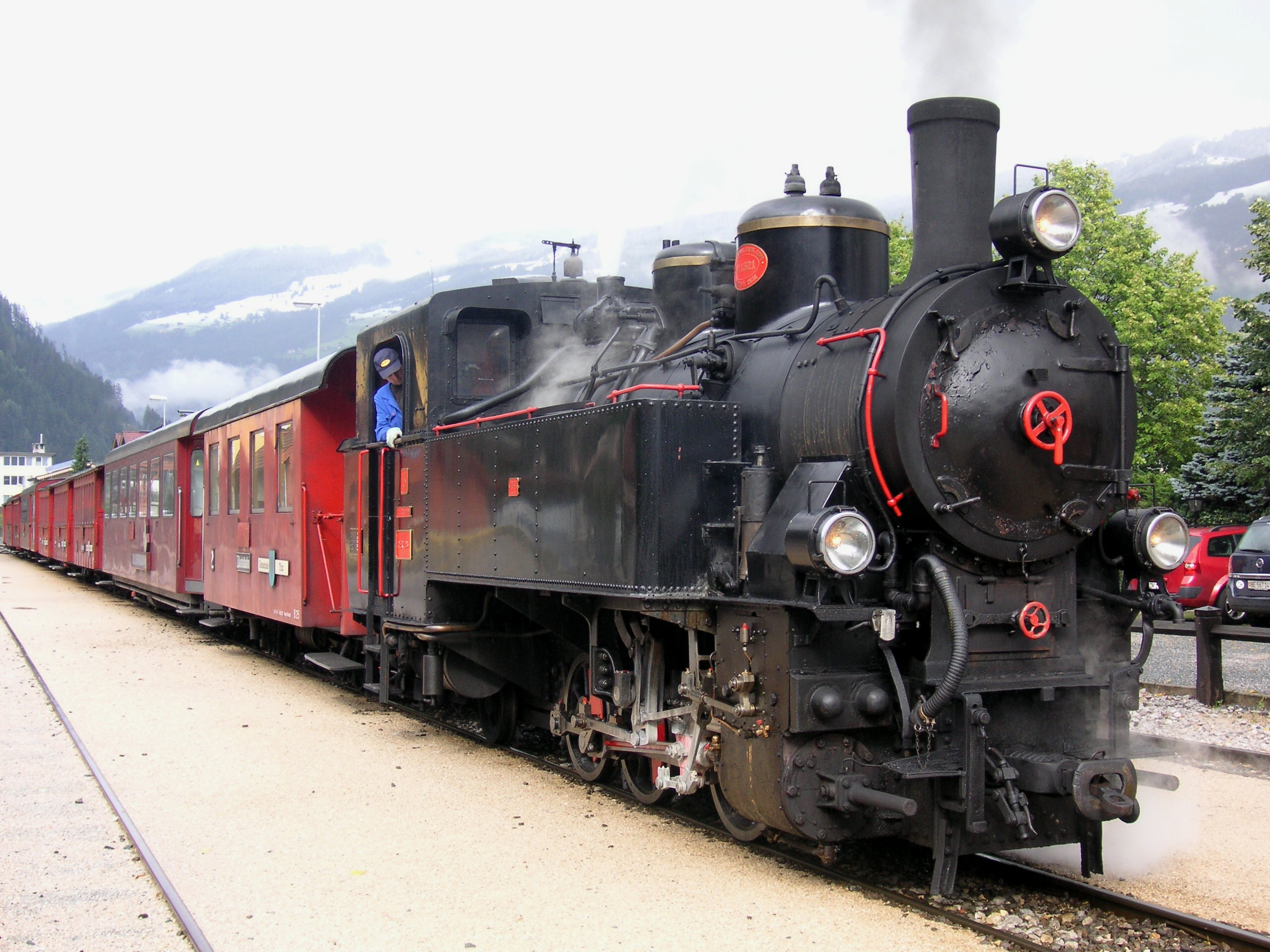
Un trenino a vapore sulla Zillertalbahn

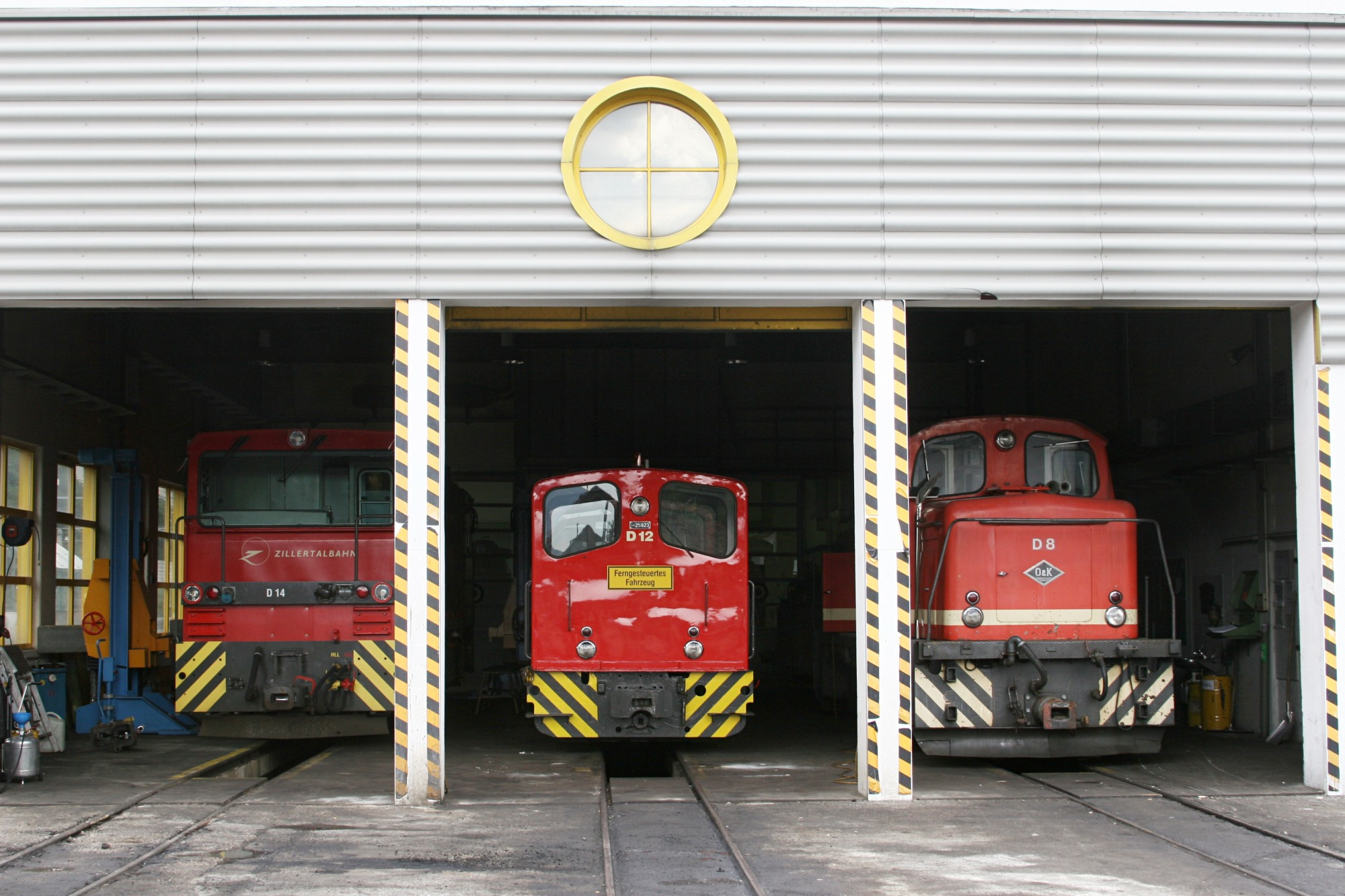
Deposito locomotive di Jenbach:locomotive della Zillertalbahn

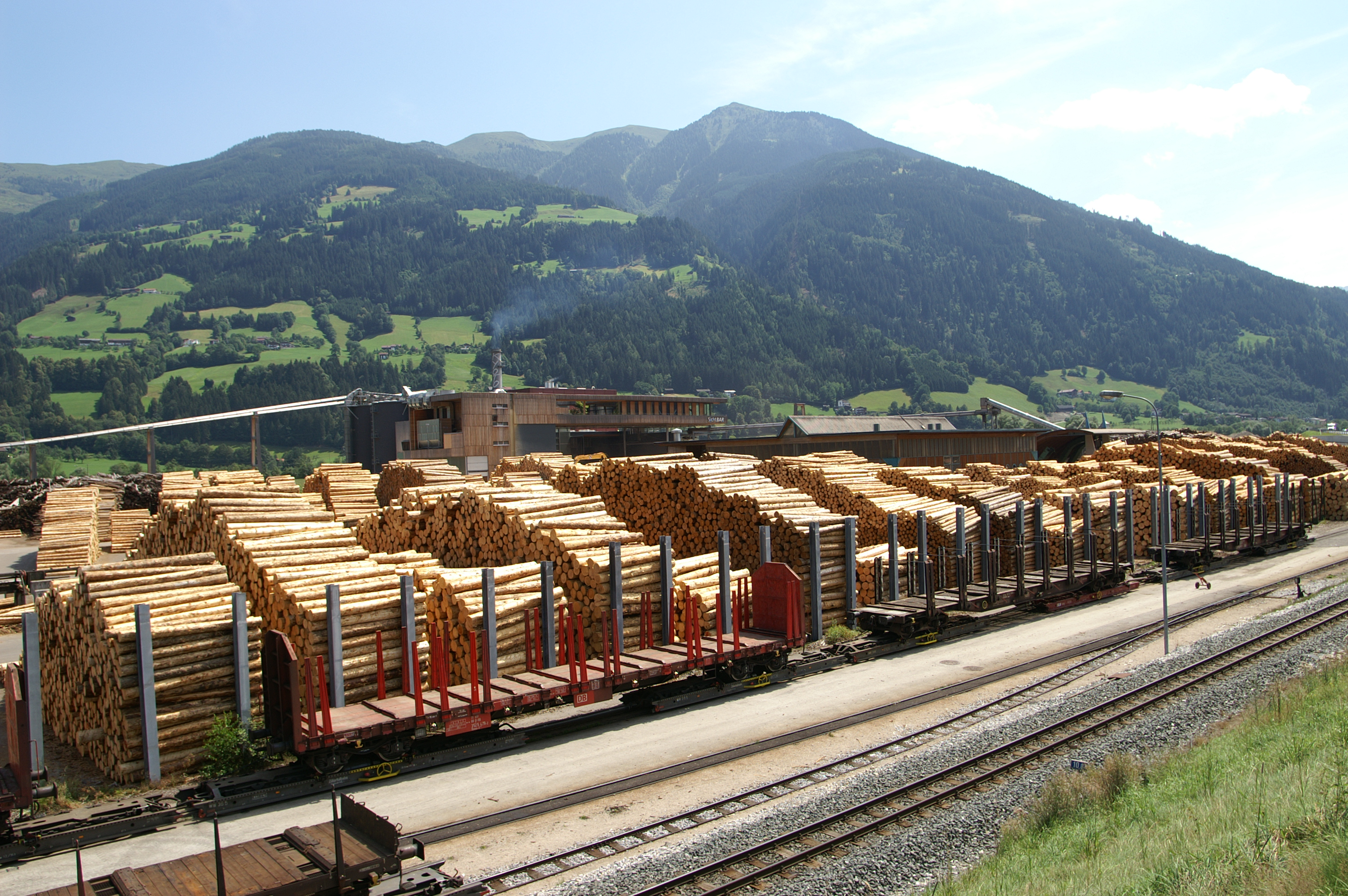
Legnami al caricatore dello scalo merci di Fügen im Zillertal

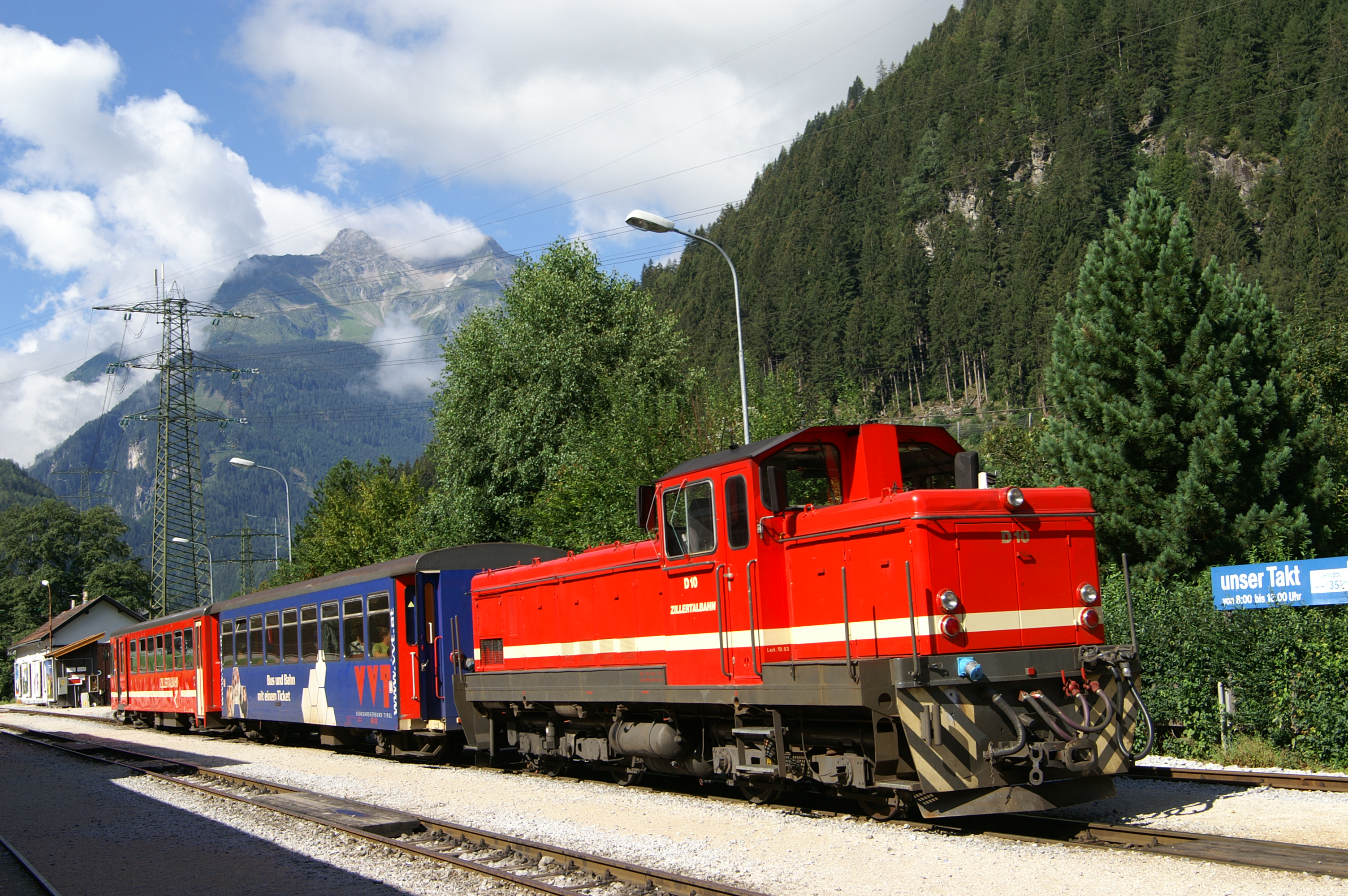
Treno viaggiatori trainato dalla loc. diesel D10 in stazione di Mayrhofen

| Head station |

| Unknown route-map component "hKRZWae" |

| Station on track |

| Station on track |

| Station on track |

| Stop on track |

| Station on track |

| Stop on track |

| Station on track |

| Stop on track |

| Station on track |

| Station on track |

| Stop on track |

| Unknown route-map component "hKRZWae" |

| Station on track |

| Station on track |

| Stop on track |

| End station |